# 돈강

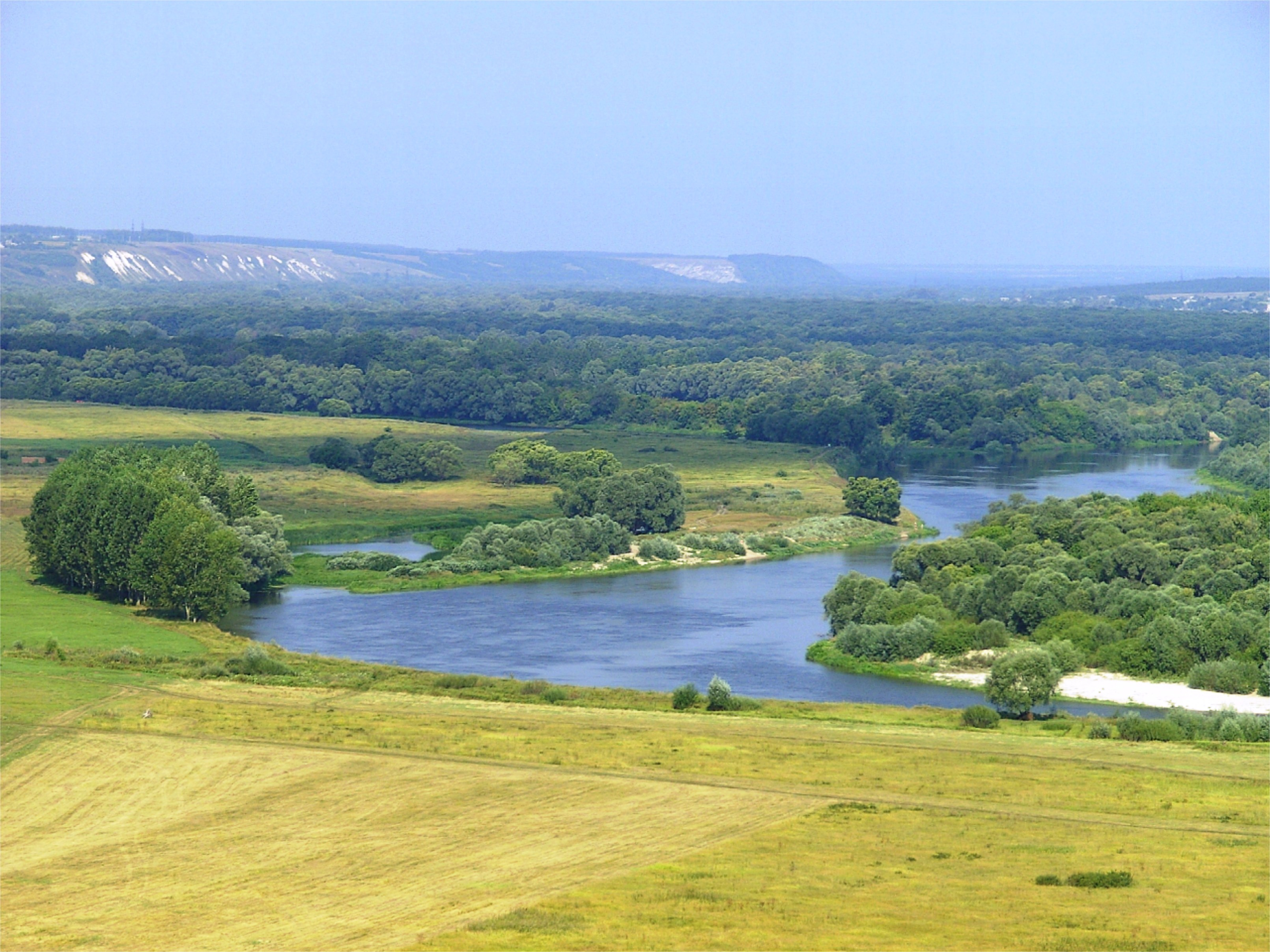

돈강(러시아어: Дон, 아디게어: Тен)은 러시아의 강 중 하나이다. 모스크바의 남동쪽의 툴라근처로부터 발원하고, 약 1,950 km를 흐르다 아조프해에 이른다.
남동쪽의 보로네시로 향하고 그 후에 남서쪽의 아조프해로 향한다. 주요 도시는 로스토프나도누이다. 주요한 지류는 도네츠강이고 최동단은 볼가강과 접근하고 볼고돈스코이 운하(전체 길이 105 km)에 의해서 연결되어 있다.
고대에는 유목민족인 스키타이족의 발상지이며, 오늘에 이르기까지 중요한 교역 루트이다.

## 돈강에 접한 지역
- 노보모스콥스크, 예피판, 단코프, 레베댠, 자돈스크, 세밀루키, 노보보로네시, 리스키, 파블롭스크, 세라피모비치, 칼라치나도누, 볼고돈스크, 치믈랸스크, 콘스탄티놉스크, 세미카라코르스크, 악사이, 로스토프나도누, 아조프이다.